# Pluton Island
Pluton Island (englisch, russisch Остров Плутон Ostrow Pluton, deutsch ‚Pluto-Insel‘) ist eine Insel vor der Knox-Küste des ostantarktischen Wilkeslands. Sie liegt im Gebiet der Bunger-Oase.
Sowjetische Wissenschaftler kartierten und benannten sie 1956. Das Antarctic Names Committee of Australia übertrug diese Benennung ins Englische.